# تئو تسوانتسیگر
تئو تسوانتسیگر (به آلمانی: Theo Zwanziger) (زادهٔ ۶ ژوئن ۱۹۴۵) وکیل و مدیر ورزشی آلمانی است. وی از سال ۲۰۰۶ تا ۲۰۱۲ رئیس فدراسیون فوتبال آلمان «دی اف بی» بود. او به پاس زحماتش برای فوتبال آلمان در سال ۲۰۰۵ نشان افتخار شایستگی جمهوری فدرال آلمان (Order of Merit of the Federal Republic of Germany) را دریافت کرد.
تئو تسوانتسیگر در پی عدم حضور اشکان دژاگه در بازی تیم ملی زیر ۲۱ سال آلمان مقابل اسرائیل گفته بود که تصمیم دژآگه برای عدم بازی با اسرائیل با شتابزدگی پذیرفته شد و باید آن را بازبینی کرد.

## زندگی شخصی
تسوانتسیگر متأهل و دارای دو فرزند پسر است.